# Juan Pablo Niño Castellanos
Pablo Niño (Rota, Provincia de Cádiz, 15 de mayo de 1981) es un exfutbolista español. Jugaba como mediapunta.

## Trayectoria
En su carrera, jugó el Betis, con quienes llegó a debutar en Primera  y fue campeón de la Copa del rey en 2005. También jugó con el Cádiz CF, Numancia, Mérida UD, Pozoblanco, Puerto Real y el RBC Roosendaal holandés. Terminó su carrera en el Club Deportivo Rota en 1ª División Andaluza.